# Richard Bache
Ne doit pas être confondu avec Richard Bach.
Richard Bache, né en 1737 à Settle et mort en 1811, est un immigrant anglais à la province de Pennsylvanie et un homme d'affaires.  Il est le deuxième Postmaster General des États-Unis de 1776 à 1782.
Mari de Sarah Franklin (en), il est donc le gendre de Benjamin Franklin, premier Postmaster General des États-Unis.